# Frédéric Claessens
Frederik Jozef „Frédéric“ Claessens (* 9. Februar 1896 in Niel (Belgien); † unbekannt) war ein belgischer Radrennfahrer.

## Sportliche Laufbahn
Claessens war Bahnradsportler und Teilnehmer der Olympischen Sommerspiele 1920 in Antwerpen. Dort startete er mit Frans Verschueren als Partner im Tandemrennen. Beide blieben unplatziert. Er startete für den Koninklijke Velo Club Hoboken.